# Антонио Коста
Антонио Луис Сантос да Коста (порт. António Luís Santos da Costa; Лисабон, 17. јул 1961) јесте португалски правник и политичар који је од 2015 до 2024 био премијер Португала, председавајући 21. (2015–2019) и 22. уставне владе (2019–данас). Раније је био министар за парламентарне послове од 1995. до 1999. године, министар правде од 1999. до 2002. године, министар унутрашње управе од 2005. до 2007. године и градоначелник Лисабона од 2007. до 2015. године. За генералног секретара Социјалистичке партије изабран је у септембру 2014. године. 

## Детињство, младост и образовање
Коста је рођен 1961. године у Сао Себастиао да Педреири, у Лисабону, син је писца Орланда да Цоште (рођен у Мапуту у породици народа Гоа) и новинарке Марије Антоније Пале.  
Коста је дипломирао на Правном факултету Универзитета у Лисабону 1980-их, када је први пут ушао у политику и изабран је за посланика социјалиста у општинском већу. Обавезну војну службу завршио је 1987. године,  а касније се кратко време бавио правом, од 1988. године, пре него што је пуно радно време посветио политици. 

## Политичка каријера
Прва улога Косте у социјалистичкој влади била је као министра за парламентарне послове под премијером Антониом Гутересом између 1997. и 1999. године. Био је министар правде од 1999. до 2002. године. 
Коста је био члан Европског парламента за Социјалистичку партију (ПЕС), чију је листу предводио на европским изборима 2004. године након драматичне смрти првог кандидата Антониа де Созе Франка. Дана 20. јула 2004. изабран је за једног од 14 потпредседника Европског парламента. Такође је радио у Одбору за грађанске слободе, правду и унутрашње послове . 
Коста је поднео оставку на место посланика парламента 11. марта 2005. да би постао министар државне и унутрашње управе у влади Жозеа Сократеса након националних избора 2005. године . 

### Градоначелник Лисабона, 2007–2015
Антонио Коста је поднео оставку на све владине функције у мају 2007. године да би постао кандидат његове странке за град Лисабон, главни град Португала. Изабран је за градоначелника Лисабона 15. јула 2007, а изабран је и 2009. и 2013, сваки пут са апсолутном већином. У априлу 2015. поднео је оставку на дужност градоначелника, тад је већ био генерални секретар Социјалистичке партије и кандидат странке за премијера, тако да је морао да припрема своју кампању за опште изборе у октобру 2015. године. 

### Кандидат за премијера, 2014–2015
У септембру 2014. Социјалистичка партија је изабрала Косту за свог кандидата за премијера Португала на националним изборима 2015. године ; на гласачком листићу за избор кандидата странке, освојивши готово 70 одсто гласова, победио је лидера странке Антониа Жозеа Сегуроа, који је након резултата најавио оставку.  До априла 2015. године одступио је са места градоначелника да би се усредсредио на своју кампању. 
Током кампање, Коста се обавезала да ће вратити штедњу и вратити више расположивог дохотка домаћинствима.  Предложио је да повећа приходе, запошљавање и раст како би смањио буџетски дефицит уз укидање мјера штедње и смањење пореза, тврдећи да ће ипак омогућити смањење дефицита у складу са критеријима конверзије евра.  Такође, обећао је да ће одбити огромно непопуларно повећање пореза на додату вредност ресторана и вратити неке погодности за државне службенике. 

## Премијер Португала, 2015 — 2024
Дана 4. октобра 2015. године конзервативна коалиција Португала испред која је владала земљом од 2011. године била је прва на изборима, освојила је 38,6% гласова, док је Социјалистичка партија била на другом месту са 32,3%. Следећих дана Пасос Коељо поново је постављен за премијера, али Антонио Коста је формирао савез са осталим левичарима ( Леви блок, португалска Комунистичка партија и Еколошка странка "Зелени" ), који су заједно чинили већину у парламенту и срушили су владу 10. новембра (странка Људи-животиње-природа такође је гласала за предлог одбацивања владе који је представио левичарски савез). Након што је срушио конзервативну владу, Коста је изабран за новог премијера Португала од стране председника Кавака Силве 24. новембра, а функцију је преузео 26. новембра.   Први је португалски премијер индијског порекла. 
Од доласка на власт, Костина влада је успела да комбинује фискалну дисциплину са мерама за подршку расту, док је преокренула већину политика штедње које је наметнула претходна управа десног центра током дужничке кризе 2010-13. 
До марта 2017. године, анкете су подржавале Костине социјалисте са 42 одсто, што је за 10 бодова више од њиховог удела на изборима 2015. и близу нивоа који би им дао већину у парламенту да земља поново изађе на изборе..  На локалним изборима 2017. године Коста је додатно учврстио власт у Португалу, пошто је његова странка освојила рекордних 158 градских избора од укупно 308 општина и градова. Деонице гласова социјалиста у целој земљи премашиле су 38 посто, што је поново слично у односу на њихов резултат на парламентарним изборима 2015. године. 
Током његовог мандата, Португал је доживео своје најсмртоносније пожаре икада, прво у Педрогао Грандеу у јуну 2017. (65 мртвих), а касније широм земље у октобру 2017. (41 мртав).  У октобру 2017. опозициона Народна странка (ЦДС) покренула је захтев о неповерењу Костиној влади због њиговог неуспеха да спречи губитак људских живота у смртоносним пожарима у Иберији, што је друга таква катастрофа у четири месеца; предлог је био у великој мери симболичан, јер су две левичарске странке у парламенту наставиле да подржавају мањинску социјалистичку владу.  Почетком 2019. године влада Косте преживјела је још један предлог опозиције о неповерењу који је поднесен због таласа штрајкова у јавном сектору. 
Уочи националних избора 2019. године Коста је искључио коалициону владу са тврдокорном левицом ако, како се и очекивало, његова владајућа Социјалистичка партија победи на изборима, али падне пред парламентарном већином. Уместо тога, рекао је да фаворизује наставак тренутног пакта у парламенту с комунистима и / или Левим блоком - уместо било какве формалне коалиције у којој ће бити министри у влади. 

## Лични живот
Коста се 1987. оженио Фернандом Маријом Гонсалвес Тадеу, учитељицом.  Пар има сина и ћерку. 
Коста је присталица ФК Бенфике,  често је присуствовао њиховим утакмицама као градоначелник Лисабона, поготово са градским ривалом Спортинг Лисабоном. Такође је пратио Бенфику у оба финала Лиге Европе, 2013. и 2014. године. 

## Награде
| Година | Земља  | Награда                | Доделио           | Поље заслуга |
| ------ | ------ | ---------------------- | ----------------- | ------------ |
| 2017.  | Индија | Праваси Баратија Саман | Председник Индије | Јавне службе |

## Признања

### Цивилне награде и одликовања
Велики крст Ордена принца Хенрија, Португал (1. март 2006) 
- Велики крст  Орден части, Грчка (21. април 2017)